# 万广明
万广明（1967年1月—），男，汉族，江西余干人，1990年8月参加工作，1989年3月加入中国共产党，全日制研究生学历，工学硕士，经济师。中华人民共和国政治人物。曾任中共南昌市委副书记，南昌市人民政府市长，现任江西省人民政府副省长、党组成员。

## 生平
万广明早年在北京航空航天大學制造工程系就学，1987年考入同校机械制造专业研究生院，毕业后回到江西省工作，长期在江西省科學技術主管部门任职。历任江西省國防科學技術工業辦公室科技處科員、副主任科員，科技發展處處長助理，期間，万广明曾经在在中共江西省委直機關工委黨校青年干部班深造、副處長，科技處處長，人事教育處處長。期間曾经在中共江西省委黨校中青年干部班深造。随后改任同办公室財務處處長、財務審計處處長。
2010年，升任江西省國防科工辦黨組成員、副主任。2015年，出任中共新餘市委常委、市人民政府副市長。
2018年，升任江西省科學技術廳黨組書記、厅长。2021年2月，出任中共南昌市委副书记、南昌市人民政府市长。2024年5月，升任江西省人民政府副省长、党组成员。